# Plectranthias sagamiensis
Plectranthias sagamiensis là một loài cá biển thuộc chi Plectranthias trong họ Cá mú. Loài này được mô tả lần đầu tiên vào năm 1964.

## Phân bố và môi trường sống
P. sagamiensis có phạm vi phân bố nhỏ hẹp ở vùng biển Tây Thái Bình Dương. Loài này được tìm thấy tại vịnh Sagami và vịnh Nago ở Nhật Bản, bao gồm cả đảo Okinawa và quần đảo Ryukyu. Ngoài ra, chúng cũng được ghi nhận ở phía nam Indonesia, với độ sâu được tìm thấy trong khoảng 40 – 120 m. Loài này sống xung quanh các rạn san hô và đá ngầm ở vùng biển sâu, đáy cát và đá dăm.

## Mô tả
Mẫu vật có chiều dài cơ thể lớn nhất dùng để mô tả P. sagamiensis với kích thước được ghi nhận là 6 cm. Các mẫu vật đã được bảo quản trong rượu có màu trắng nhạt với nhiều đốm đen mờ, nổi bật nhất là ở vùng giữa gáy. Các mẫu vậ khi còn tươi có thân màu trắng với nhiều mảng đốm màu hồng cam. Đầu trên và gáy có màu đỏ cam với các vệt màu vàng. Các tia vây có màu đỏ tươi. Vây bụng ngắn, không vươn tới được hậu môn. Vây đuôi được khía rãnh, thùy đuôi trên dài hơn.
Số gai ở vây lưng: 10 (gai thứ 4 dài nhất, mặc dù gai thứ 3 và 5 cũng xấp xỉ kích thước gai thứ 4); Số tia vây mềm ở vây lưng: 15 - 17; Số gai ở vây hậu môn: 3; Số tia vây mềm ở vây hậu môn: 7; Số tia vây mềm ở vây ngực: 13 - 14; Số tia vây mềm ở vây đuôi: 14 - 15; Số vảy đường bên: 27 - 29.